# ایگناسیو لاگو
ایگناسیو لاگو (انگلیسی: Ignacio Lago؛ زادهٔ ۵ اوت ۲۰۰۲) بازیکن فوتبال اهل آرژانتین است که در حال حاضر برای کولون به صورت قرضی از تایریس در پست مهاجم بازی می‌کند.

## دوران باشگاهی
لاگو محصول آکادمی جوانان آلمیرانته براون است. او در سن پانزده سالگی وارد فوتبال حرفه‌ای شد و چهار بار به عنوان بازیکن ذخیره در فصل ۲۰۱۸–۲۰۱۷ به میدان رفت. نخستین بازی او در ۱۰ فوریهٔ ۲۰۱۸ برابر آتلانتا بود که در دقیقهٔ ۸۴ به زمین آمد و به جوان‌ترین بازیکن تاریخ آلمیرانته براون در رقابت‌های رسمی تبدیل شد؛ در حالی که ۱۵ سال و ۶ ماه و ۵ روز داشت و رکورد جاناتان کاساسولا را که در سال ۲۰۰۹ با ۱۶ سالگی ثبت شده بود شکست. در ششمین بازی‌اش در ۱۷ مارس ۲۰۱۹ لاگو نخستین گل حرفه‌ای خود را در پیروزی برابر کولوخیالس به ثمر رساند. او در مجموع سه گل در سی و یک بازی برای این تیم به ثمر رساند.
در ۱۱ سپتامبر ۲۰۲۰ لاگو به لیگ برتر آرژانتین و تیم تایریس پیوست.